# Кокуй (Шатровський район)
Коку́й (рос. Кокуй) — присілок у складі Шатровського району Курганської області, Росія. Входить до складу Комишевської сільської ради.
Населення — 27 осіб (2010, 47 у 2002).
Національний склад станом на 2002 рік: росіяни — 98 %.